# Коморы на летних Олимпийских играх 2012
Коморы принимал участие в летних Олимпийских играх 2012 года, которые проходили в Лондоне (Великобритания) с 27 июля по 12 августа, где их представляли 3 спортсмена в двух видах спорта. На церемонии открытия Олимпийских игр флаг Комор несла Ахамада Фета, а на церемонии закрытия — Маулида Даруш.
На летних Олимпийских играх 2012 Коморы вновь не сумели завоевать свою первую олимпийскую медаль. Знаменосец Ахамада Фета стала единственной в команде Комор кто выступал на Олимпийских играх второй раз, все остальные участвовали впервые.

## Состав и результаты

### Лёгкая атлетика
Мужчины
Беговые виды
| Соревнование           | Спортсмены    | Отборочный раунд | Отборочный раунд | Отборочный раунд | Полуфинал            | Полуфинал            | Полуфинал            | Финал                | Финал                |
| Соревнование           | Спортсмены    | Забег            | Результат        | Место            | Забег                | Результат            | Место                | Результат            | Место                |
| ---------------------- | ------------- | ---------------- | ---------------- | ---------------- | -------------------- | -------------------- | -------------------- | -------------------- | -------------------- |
| 400 метров с барьерами | Маулида Даруш | 4                | 53,49            | 9                | Завершил выступление | Завершил выступление | Завершил выступление | Завершил выступление | Завершил выступление |

Женщины
Беговые виды
| Соревнование | Спортсмены   | Отборочный раунд | Отборочный раунд | Отборочный раунд | Четвертьфинал | Четвертьфинал | Четвертьфинал | Полуфинал             | Полуфинал             | Полуфинал             | Финал                 | Финал                 |
| Соревнование | Спортсмены   | Забег            | Результат        | Место            | Забег         | Результат     | Место         | Забег                 | Результат             | Место                 | Результат             | Место                 |
| ------------ | ------------ | ---------------- | ---------------- | ---------------- | ------------- | ------------- | ------------- | --------------------- | --------------------- | --------------------- | --------------------- | --------------------- |
| 100 метров   | Ахамада Фета | 1                | 11,81            | 1                | 4             | 11,86         | 7             | Завершила выступление | Завершила выступление | Завершила выступление | Завершила выступление | Завершила выступление |

### Плавание
Женщины
| Соревнование              | Спортсмены     | Отборочный раунд | Отборочный раунд | Отборочный раунд | Полуфинал             | Полуфинал             | Полуфинал             | Финал                 | Финал                 | Итоговое место |
| Соревнование              | Спортсмены     | Заплыв           | Результат        | Место            | Заплыв                | Результат             | Место                 | Результат             | Место                 | Итоговое место |
| ------------------------- | -------------- | ---------------- | ---------------- | ---------------- | --------------------- | --------------------- | --------------------- | --------------------- | --------------------- | -------------- |
| 100 метров вольным стилем | Сиаме Аюба Али | 1                | 1:14,40          | 3                | Завершила выступление | Завершила выступление | Завершила выступление | Завершила выступление | Завершила выступление | 48             |